# Mikel Dunham
Pour les articles homonymes, voir Dunham (homonymie).
Mikel Dunham (né en 1948) est un écrivain, essayiste, historien et romancier américain, qui est également artiste et photographe.

## Biographie
Dans les années 1980, Mikel Dunham est un artiste à New York où il crée des œuvres en trois dimensions à partir de bois, de verre, de miroir, de photographies et de médias acryliques. La galerie 'Alexander F. Milliken Gallery, Inc' représente son travail, à travers de nombreuses expositions solo à SoHo, ainsi que des installations de groupe aux États-Unis et à l'étranger.

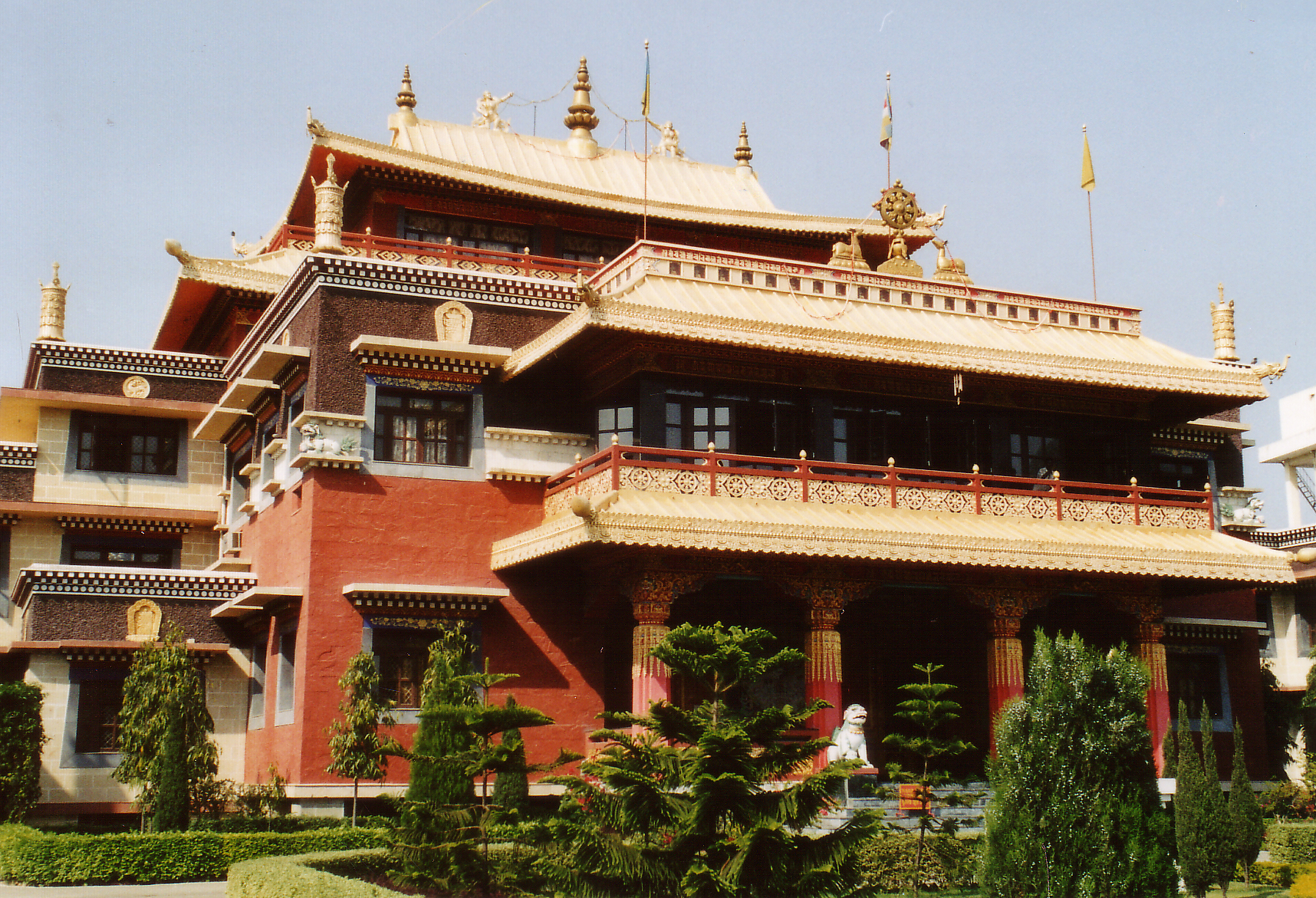
Le temple tibétain de l'Institut Vajra Vidya

À la fin des années 1980, Mikel Dunham devient le dernier élève de feu Pema Wangyal du Dolpo, maître thangka. Il passe les quatre années suivantes à apprendre comment mélanger des pigments minéraux, à de l'or 22 carats, et à peindre l'iconographie tibétaine. Il est alors choisi pour peindre les fresques du monastère tibétain de Sārnāth en Inde, qui est l'un des huit principaux sites de pèlerinage des bouddhistes. Il devient ensuite directeur artistique pour un projet de fresque tibétaine beaucoup plus important, un projet de trois ans au nord de New York, au monastère Padma Samye Ling, fondé par Palden Sherab (en).
En 2000, la Fondation choisit Mikel Dunham pour un voyage au Tibet afin de photographier Samye, le premier monastère du Tibet. Samye : Un pèlerinage dans le berceau du bouddhisme tibétain (2004, Jodere Group), est le résultat de cette mission, un livre de photographies entrecoupées de l'histoire du Bön, la religion autochtone du Tibet, et des trois hommes principalement responsables d'avoir fait du Tibet une nation bouddhiste tantrique : le roi Trisong Detsen, Padmasambhava et Shantarakshita. La préface de Samye est écrite par le Dalaï Lama.
En plus de Samye, Mikel Dunham a écrit deux romans policiers : Stilled Life publié en 1989 et Casting for Murder en 1992.
En 2005, Mikel Dunham a publié Buddha’s Warriors: The Story of the CIA-Backed Tibetan Freedom Fighters, the Chinese Invasion, and the Ultimate Fall of Tibet (Les guerriers de Bouddha : Une histoire de l'invasion du Tibet par la Chine, de la résistance du peuple tibétain et du rôle joué par la CIA). Guerriers de Bouddha est une histoire tibétaine politique, basée sur sept années d'interviews avec l'équipe de la CIA qui a secrètement formé le grossissant mouvement de résistance tibétain à la fin des années 1950 et au début des années 1960. (Préfacé par le Dalaï Lama.) Buddha's warriors a été traduit en français sous le titre Les Guerriers de Bouddha, publié en 2007 par Actes Sud. La traduction japonaise a été publiée en 2007, l'édition indienne / pakistanaise est sortie en 2008, la traduction tibétaine a été publiée en 2009 et les traductions chinoises et tchèques sont publiées à l'automne 2011.
En 2008, Le Goût du Tibet a été publié au Mercure de France. il s'agit d'un recueil de textes choisis et présentés par Jean-Claude Perriere, une anthologie d'articles sur la culture, la religion et l'histoire politique tibétaines, dans lequel figurent des textes de Mikel Dunham. D'autres auteurs sont inclus dans le livre, tels que le Dalaï Lama, Sogyal Rinpoché, Pema Chödrön, Heinrich Harrer, Alexandra David-Néel, Milarépa et Antonin Artaud, entre autres.
Récemment, Mikel Dunham a écrit des articles pour le Harvard south Asian Journal, pour Tricycle Magazine, et un rapport en quatre parties sur le trafic de la prostitution des enfants en Asie pour Tehelka.
Mikel Dunham consacre actuellement beaucoup de son temps à des recherches au Népal pour son prochain livre, une histoire socio-politique du Népal, tout en jouant un rôle actif dans les questions des droits de l'homme. Il a été choisi comme observateur international lors des élections d'avril 2008 au Népal. On peut trouver un compte-rendu actualisé en permanence de la situation politique du Népal et du Tibet sur son site internet : mikeldunham.

## Publications

### Ouvrages
- 1989 : (en) Stilled Life, roman, 279 pages, St. Martin's Press •  (ISBN 978-0-31202-645-5)
- 1992 : (en) Casting for Murder, roman, St. Martin's Press •  (ISBN 978-0-312-06924-7)
- 2004 : (en) Samye: A Pilgrimage to the Birthplace of Tibetan Buddhism, Groupe Jodere •  (ISBN 978-1-58872-083-2)
- 2005 : (en) Buddha's Warriors: The Story of the CIA-Backed Tibetan Freedom Fighters, the Chinese Invasion, and the Ultimate Fall of Tibet, 448 pages, Penguin Books •  (ISBN 978-0-14400-104-0)
- 2007 : (en) The Divine Art of Tibet: The Murals of Samye, Rizzoli International Publications, Inc •  (ISBN 978-0-7893-1483-3)

### Articles
- 2006 : China's Liberation of Tibet: A Fairytale, Harvard South Asian Journal, p. 12-15,
- 2006 : Translucentville: Exploring the Many Layers of Lhassa, Tricycle, p. 104-106, vol. XVI No. 1 Automne 2006
- 2007 : Surviving the Dragon, Tricycle, p. 44-49, 116-119, vol. XVII no 1 Automne 2007

### Publications en français
- 2007 : Les Guerriers de Bouddha : Une histoire de l'invasion du Tibet par la Chine, de la résistance du peuple tibétain et du rôle joué par la CIA, avant propos du Dalaï-Lama, , traduction de Laurent Bury, 448 pages, Actes Sud, Arles •  (ISBN 978-2-74276-512-6)
- 2008 : Le Goût du Tibet (collectif),  (ISBN 978-2-7152-2796-5)

## Télévision et film
Mikel Dunham apparaît dans Le Livre tibétain des morts de History Channel (2007), dans la collaboration entre Al Jazeera et la télévision anglaise La crise des réfugiés tibétains au Népal (2008), le documentaire KefiWorks La CIA au Tibet (sortie en salles en 2011), et Le Dragon, un film espagnol sur les combattants de la liberté tibétains et la situation des réfugiés au Népal, produite par Antropoduocus Produccions, Barcelone, Espagne, avec Sa Sainteté le Dalaï Lama et Richard Gere).